# Sony Connect Sets
Sony Connect Set (Exclusive Download) to cztery utwory nagrane na żywo przez amerykańską wokalistkę Rachael Yamagata, składające się na EP-kę dostępną wyłącznie na stronie Sony Connect.

## Lista utworów
1. "Be Be Your Love"
2. "Worn Me Down"
3. "Letter Read"
4. "Meet Me By the Water"